# Ilídio Vieira Té
Ilídio Vieira Té é um político guineense actual ministro das finanças da Guiné Bissau.

## Biografia
Dirigente do Partido da Renovação Social. Foi diretor de Serviço da Organização Administrativa do Ministério da Função Pública. Diretor de Gabinete do ministro da Função Pública, Trabalho e Segurança Social. Secretário-geral do Ministério da Administração Pública, Trabalho e Reforma Administrativa,e ntre 2018/2019. Secrétario de estado do Tesouro no governo de Nuno Nabiam.  